# Bad Kleinkirchheim
Bad Kleinkirchheim est une commune autrichienne appartenant au district de Spittal an der Drau dans le nord-ouest du land de Carinthie.
Station thermale réputée, située dans les Alpes de Gurktal, l'ancien village montagnard paysan aujourd'hui vit grandement du tourisme : elle est particulièrement connue pour sa station de sports d'hiver et pour ses thermes, auprès d'une clientèle d'origine internationale et notamment italienne.

## Géographie

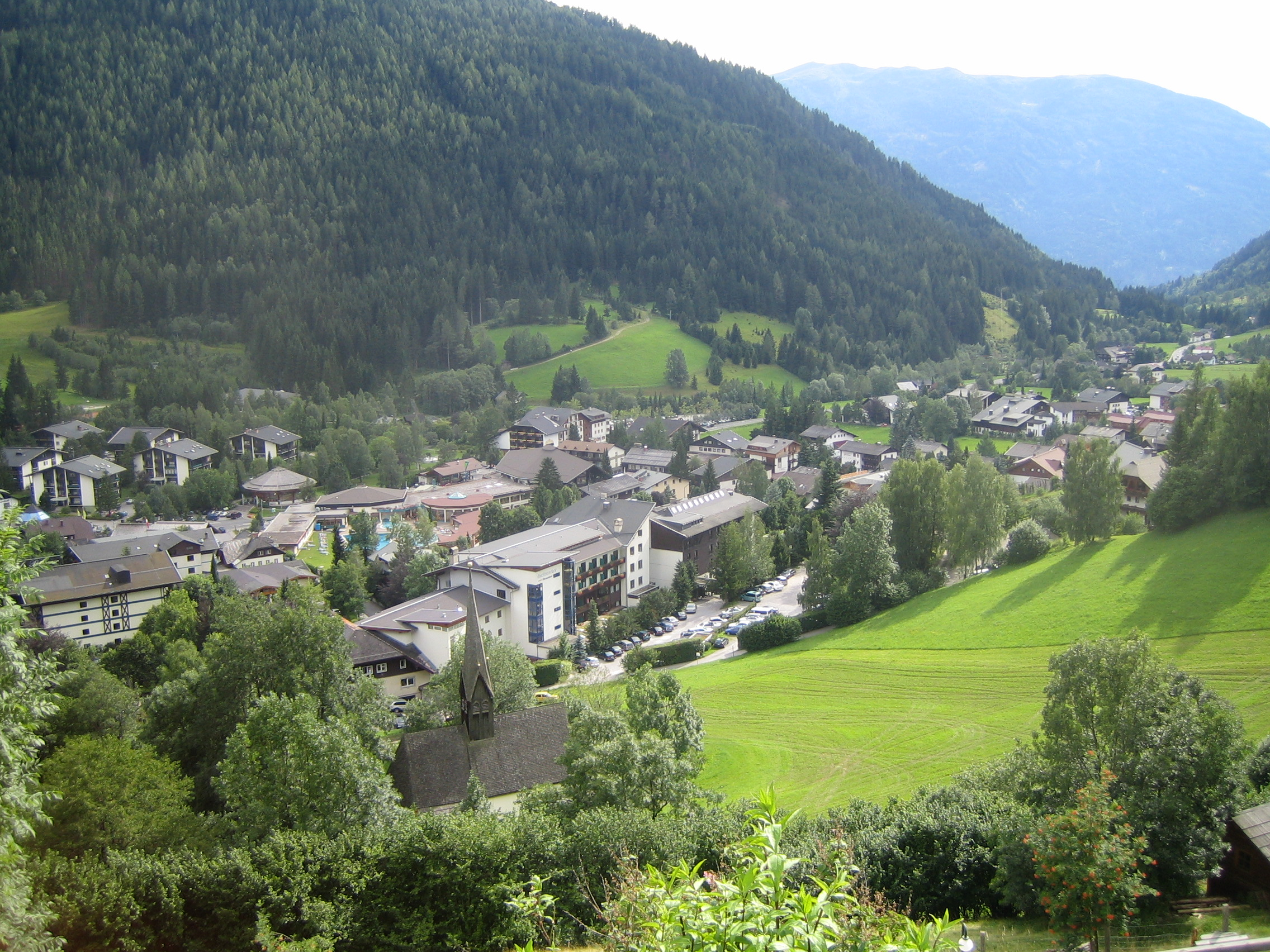
Vue sur la vallée de Kleinkirchheim.

Bad Kleinkirchheim se trouve dans une haute vallée des Alpes de Gurktal s'étendant de la vallée de la Gurk au bord du lac Millstätter. Au nord se dresse le massif du Falkert.
Le territoire communal est traversé par la route (Kleinkirchheimer Straße, B88) qui relie les municipalités avoisinantes de Radenthein à l'ouest et de Reichenau à l'est. Il comprend également les villages de Sankt Oswald et de Zirkitzen.

## Histoire
Cette vallée reculée est habitée du Moyen-Âge, lorsque les premiers colons slaves (Carantanes) et bavarois arrivaient. Une chapelle à Chirchem, appartenant à l'abbaye de Millstatt fondée vers 1070, est mentionnée dans un acte de l'archevêque de Salzbourg du 5 juillet 1166 ; le lieu figure également sur un registre d'inventaire délivré par le pape Alexandre III à Rialto le 6 avril 1177. L'église consacrée à Saint Ulrich d'Augsbourg est pourtant plus ancienne.

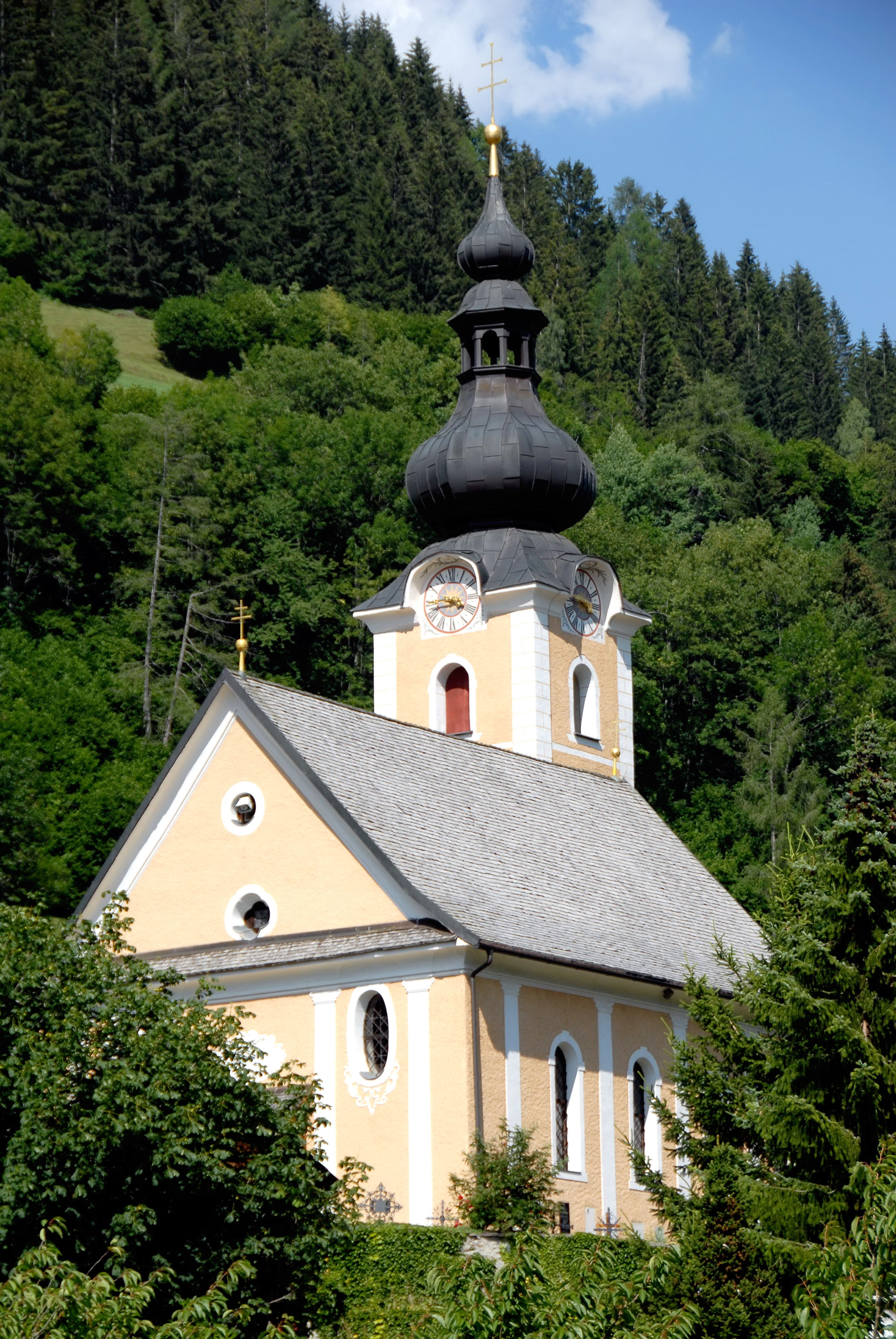
L'église paroissiale.

Au sein du duché de Carinthie, devenu autonome en 976, les domaines restèrent en possession de l'abbaye bénédictine de Millstatt, puis des chevaliers de l'ordre de Saint-Georges fondé par l'empereur Frédéric III de Habsbourg en 1469 ; la vallée était néanmoins exposée aux invasions ottomanes à plusieurs reprises. De plus, les forces hongroises du roi Matthias Corvin occupèrent le pays en 1480.
Au XVIe siècle, la Réforme protestante se répandit dans la région, sévèrement combattu par l'archiduc Ferdinand II de Habsbourg, souverain des pays de l'Autriche intérieure et futur empereur, qui en 1598 a transféré l'ensemble des possessions à la Compagnie de Jésus recouvrant la terre de la Contre-Réforme. La situation ne s'améliora qu'avec l'édit de tolérance sur la liberté religieuse promulgué par l'empereur Joseph II en 1781.
Pendant les guerres napoléoniennes, la vallée de Kleinkirchheim faisait temporairement partie des Provinces illyriennes ; après la campagne d'Allemagne de 1813, toute la Carinthie faisait partie intégrante de l'empire d'Autriche. Au début du XXe siècle, les sources chaudes, utilisées depuis des siècles, ont fait de l'ancien village paysan un centre d'attraction pour le tourisme.

## Domaine skiable
Le domaine skiable, le deuxième plus vaste de Carinthie après celui de Nassfeld, offre un excellent espace à tous les amoureux de la glisse, débutants ou confirmés. Ses 103 km de pistes sont réparties sur les deux versants distincts de Bad Kleinkirchheim et de Sankt Oswald, qui sont - relativement mal - reliés entre eux au niveau de la route principale B88 qui traverse le village.
Si le domaine de Bad Kleinkirchheim est situé à une altitude relativement faible - entre le fond de vallée à 1 000 m et le mont Kaiserburg (2 055 m) - les pistes sont dans l'ensemble relativement longues et sportives, et relativement protégées du soleil. Il conviendra par conséquent plus particulièrement aux skieurs sportifs. Les remontées mécaniques principales - télésièges et télécabines - sont dans l'ensemble modernes, toutefois les files d'attente y sont fréquentes surtout en périodes de vacances scolaires. Quelques téléskis complètent l'offre de transport, aux extrémités du domaine moins fréquentées et sur les zones pour débutants.
Un grand nom du ski alpin est associé à cette ville : Franz Klammer. Son nom a été donné à la piste de descente qui part du sommet du mont Strohsack (1 904 m) par le Lärchegg. Longue de 3 200 m sur 842 m de dénivelé, certains passages affichent une pente de 80 %. L'arrivée de la descente s'effectue au niveau des thermes Römerbad en plein cœur de la station. Cette descente remplace pour les compétitions l'ancienne descente FIS K70, qui est une des seules pistes de la station sans enneigement automatique.
Le secteur de Sankt Oswald est quant à lui très ensoleillé et plus accessible aux skieurs moins confirmés. Situé un peu en périphérie de la commune, il s'avère moins fréquenté. Les remontées mécaniques y sont dans l'ensemble lentes et peu confortables, ce qui s'explique par l'âge élevé des installations.
La station est membre du regroupement de stations de ski TopSkiPass Kärnten & Osttirol.
À noter que la ville accueille régulièrement des compétitions internationales dont la coupe du monde de ski alpin.
9 dameuses permettent l'entretien des pistes en 2010. La société gérant les remontées mécaniques emploie près de 120 personnes.
La station compte également plus de 16 km de pistes pour le ski de fond. Un terrain de golf est aménagé au niveau de l'entrée nord de la ville, à proximité d'une boucle de ski de fond en hiver.
Les remontées mécaniques Nationalparkbahn Brunnach (secteur Sankt Oswald) et Kaiserburgbahn (secteur Bad Kleinkirchheim) fonctionnent également pendant la période estivale.

## Thermes
La commune possède deux centres thermaux d'importance :
- Thermal Römerbad (reconstruit en 2007 et très moderne, il est doté de 13 saunas et offre une vue directe sur les pistes) ;
- Therme Sankt Kathrein (sa source thermale était déjà connue il y a plus de 500 ans).

Un skibus gratuit relie les différents quartiers de la station.